# 菲利普·克莱蒙
菲利普·克莱蒙（法語：Philippe de Clermont，1831年1月18日—1921年1月12日）是一名法国有机化学家。

## 生平
他在阿道夫·武尔茨于巴黎的实验室工作，最为著名的成就是在1854年首次描述了焦磷酸四乙酯（TEPP）的合成方法。

## 荣誉
- 法国荣誉军团勋章（军官勋位）

## 出版作品
- 辛基化合物的研究（Recherches sur les composés octyliques，1870年）
- Application du sulfure de manganèse comme conleur plastique (1890).[1]